# شپرد آسیای مرکزی
سگ شپرد آسیای مرکزی که با نام‌های آلابای، آلابای (ترکمنی: Alabaý، قزاقستانی: Төбет) و سگ گرگ ترکمن (Туркменский волкодав) نیز شناخته می‌شود،[2]، یک سگ نگهبان دام است.  به طور سنتی، این نژاد برای نگهبانی از گله‌های گوسفند و بز و همچنین برای محافظت و وظیفه نگهبانی استفاده می‌شد.  در سال 1990، کمیته دولتی کشاورزی و صنعتی ترکمنستان استاندارد نژاد سگ گرگ ترکمن را تأیید کرد.[3].                                                                